# Pallidochromis tokolosh
Pallidochromis tokolosh è l'unico membro attualmente noto del genere Pallidochromis. È una specie di ciclidi haplochromini endemica del Lago Malawi, dove è stata avvistata soltanto in acque profonde (da 50 a150 metri di profondità). Questa specie si nutre di altri pesci, e può raggiungere una lunghezza di 28 centimetri (lunghezza standard).